# شهرستان ژشوف
شهرستان ژشوف (به لهستانی: Powiat Rzeszów) یک شهرستان در لهستان است که در استان پودکارپاتسکیه واقع شده‌است. شهرستان ژشوف ۱٬۲۱۸٫۸ کیلومتر مربع مساحت و ۱۶۹٬۵۸۶ نفر جمعیت دارد.